# Apokalipsa (Dürer)
Apokalipsa sa slikama (latinski: Apocalypsis cum Figuris) je slavna serija petnaest drvoreza slavnog renesansnog njemačkog slikara Albrechta Dürera s prizorima iz biblijske Knjige Otkrivenja.
Po povratku iz Italije u rodni Nuremberg, Dürer je objavio svoje otiske, uglavnom kako bi zaradio, i upravo se zahvaljujući ovim drvorezima, a ne slikama, obogatio. Njegova publikacija Otkrivenja (Apokalipse), pojavila se istovremeno na njemačkom i latinskom jeziku (1497. – 98.), a sastojala se od drvorezom ukrašenih naslovnih stranica i 14 ilustracija na cijelim stranicama, s tekstom na stražnjim stranama. Jedna od najpoznatijih su „Četiri jahača Apokalipse” koji su opisani u Knjizi otkrivenja 6:1-8: okrunjeni jahač, naoružan lukom, koji jaše bijelog konja (osvajanje); jahač s mačem na crvenom konju (rat); jahač s vagom u ruci, na crnom konju (pošast i glad), te jahač na bolesnom blijedom konju (smrt).
Dürer najvjerojatnije nije sam urezivao svoje drvoreze, već je zapošljavao majstora koji je vjerno slijedio njegove crteže. 
Na ovim dinamičnim figurama može se iščitati utjecaj Martina Schongauera, kojemu se Dürer otvoreno divio. Naime, Dürer je prihvatio Schongauerovu tehniku sjenčenja grafika složenim sustavom linija koje modeliraju oblike snažnim svjetlon nasuprot tamnijih tonova pozadine. Dürerovo školovanje za zlatara je očito u njegovoj pedantnoj pozornosti detaljima, uzorcima dekorativnih oblaka i draperija, dok su prvi planovi ispunjeni velikim i aktivnim figurama, tipičnima za umjetnost kasnog 15. stoljeća.
- Naslovnica izdanja iz 1511. god.
- 1. Vizija sv. Ivana
- 2. 24 starca ispred prijestolja
- 4. Otvaranje 5. i 6. pečata
- 5. Četiri anđela s vjetrovima i 144.000
- 6. Sedmi pečat i prve četiri trube
- 7. Šesta truba: Četiri anđela osvete i vojska konjanika
- 8. Snažni anđeo, Ivan guta knjigu
- 9. Žena sunce sa sedmoglavim zmajem
- 10. Bitka Mihovila i zmaja
- 11. Zvijeri iz mora i zvijeri s kopna
- 12. Poklonstvo janjetu
- 13. Babilonska kurva na grimiznoj zvijeri
- 14. Sputavanje zvijeri i Novi Jeruzalem